# HOPS 315

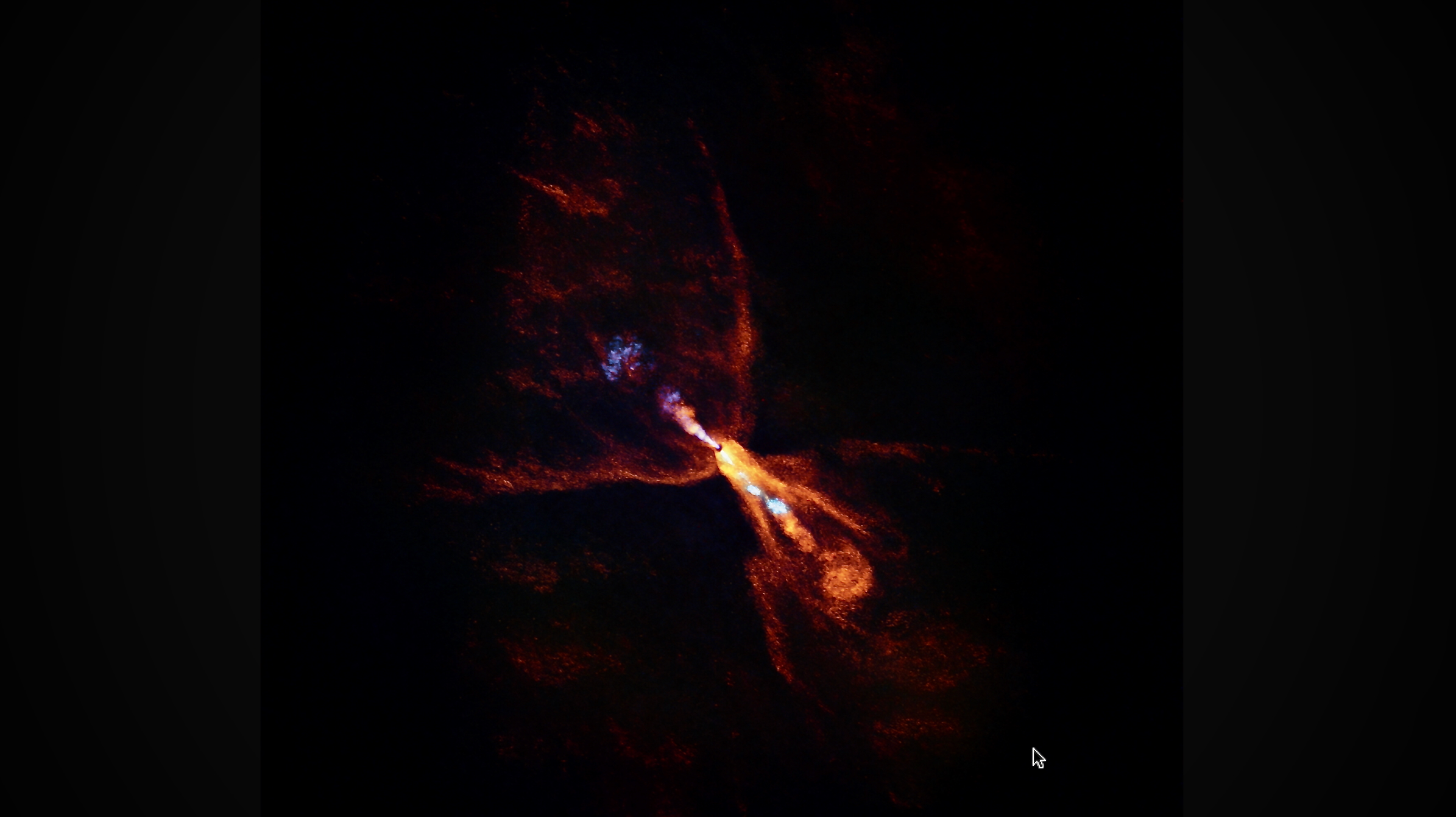
HOPS 315 et son disque protoplanétaire. En orange : distribution du monoxyde de carbone, qui s'éloigne de la protoétoile en un vent de la forme d'un papillon. En bleu : jet étroit de monoxyde de silicium, rayonnant également depuis l'étoile. Ces vents et jets gazeux sont fréquents autour des jeunes étoiles. Les observations démontrent aussi l'existence d'un disque de monoxyde de silicium gazeux autour de l'étoile, qui se condense en silicates solides.

HOPS 315 est une protoétoile située dans la nébuleuse d'Orion, à une distance d'environ 1 400 années-lumière de la Terre. Elle est entourée d'un disque protoplanétaire.
En 2025, le réseau d'antennes ALMA et le télescope spatial James Webb obtiennent des images directes d'une exoplanète en formation à partir du disque protoplanétaire de HOPS 315, elle-même en phase active de formation. Habituellement, les nuages de poussière et de gaz entourant les protoétoiles empêchent l'observation directe des premières phases de la formation des planètes, possible ici en raison d'une ouverture dans les nuages entourant HOPS 315,.